# آيت أوسمسيل بني عياض (بني عياط)
آيت أوسمسيل بني عياض هي إحدى مشيخات المملكة المغربية، تتبع جغرافيا لإقليم أزيلال وإداريًا لبني عياط. يقدر عدد سكانها بـ 5550 نسمة حسب الإحصاء الرسمي للسكان والسكنى لسنة 2004.